# Personaggi de L'amica geniale
Questa è una lista dei personaggi de L'amica geniale, serie di romanzi scritta da Elena Ferrante. Gli stessi compaiono anche nell'adattamento televisivo.

## Principali
- Elena Greco, detta Lenuccia o Lenù. Nata nell'agosto 1944 nel Rione Luzzatti, è l'autrice della lunga storia che viene narrata. Elena comincia a scriverla nel 2010, dal momento in cui apprende che la sua amica d'infanzia Lila è sparita. Ragazza intelligente e sensibile ma molto timida, Elena rimane spesso ai margini delle vicende del Rione e svolge il ruolo dell'osservatrice. Dopo aver intrapreso una brillante carriera studentesca, diventa un'affermata scrittrice. Interpretata da Elisa Del Genio (stagione 1, ospite stagione 2), da Margherita Mazzucco (stagioni 1-3), da Alba Rohrwacher (stagione 4, cameo stagione 3), da Elisabetta De Palo (anziana, ospite stagioni 1 e 4, doppiata da Alba Rohrwacher nella stagione 4) e Ingrid Del Genio (bambina, ospite stagione 1).
- Raffaella Cerullo, detta Lina e — solo da Elena — Lila.[N 1] Ragazzina vivace, curiosa ed estremamente intelligente, capace di leggere prima e meglio degli altri il mondo che la circonda. È vulcanica, con la risposta sempre pronta e capace di far ammattire chiunque abbia a che fare con lei. Tra lei ed Elena nasce una forte amicizia fin da bambine, in cui però è difficile separare affetto e invidia: la segreta competizione tra loro è ciò che spinge entrambe a migliorarsi per cercare di primeggiare sull'altra. A differenza della sua grande amica, Lila non riesce a convincere la sua famiglia a farle proseguire gli studi e abbandona presto la scuola. Interpretata da Ludovica Nasti (stagione 1, ospite stagione 2), da Gaia Girace (stagioni 1-3, ospite stagione 4) e da Irene Maiorino (stagione 4).

## Famiglie

### Famiglia Greco
- Immacolata Greco. Madre di Elena, è una casalinga. Vero centro di gravità della famiglia Greco, la donna, dall'andatura zoppa e dalla lingua tagliente, fatica a mostrare il suo affetto ai figli e soprattutto fatica a capire Elena, così diversa da lei. Interpretata da Anna Rita Vitolo.
- Vittorio Greco. Padre di Elena, usciere del tribunale, è un uomo taciturno, buono e incapace di farsi valere, per questo preferisce che sia Immacolata a condurre le discussioni. Interpretato da Luca Gallone.
- Peppe Greco. Fratello minore di Elena. Interpretato da Emanuele Nocerino (stagione 1), da Matteo Castaldo (stagioni 1-2), da Daniele Cacciatore (ospite stagione 2) e da Lucio Provenza (stagione 4).
- Gianni Greco. Fratello minore di Elena. Interpretato da Thomas Noioso (stagione 1), da Raffaele Nocerino (stagioni 1-2), da Davide De Lucia (ospite stagione 2) e da Claudio Cacciaglia (stagione 4).
- Elisa Greco. Sorella minore di Elena. Interpretata da Sara Mauriello (stagione 1), da Cristina Fraticola (stagioni 1-2), da Gaia Buongiovanni (stagione 3, ospite stagione 2), da Francesca Montuori (stagione 3) e da Claudia Tranchese (stagione 4).

### Famiglia Solara
- Manuela Solara. Moglie di Silvio Solara, è lei a tenere conto di tutti i debiti di usura del rione sul suo libro rosso. È l'unica della famiglia Solara che veramente intimorisce Lila. Viene assassinata nel terzo romanzo. Interpretata da Imma Villa.
- Silvio Solara. Proprietario del Bar Solara, un uomo grande e grosso, è il primo a farsi avanti quando bisogna intimidire qualcuno. Interpretato da Antonio Milo.
- Michele Solara. Secondogenito di Silvio e Manuela, è un ragazzo violento, impulsivo e prepotente. Alla fine del quarto romanzo viene ucciso assieme al fratello durante una sparatoria di fronte alla chiesa del Rione. Sposa Gigliola Spagnuolo, figlia del pasticciere dei Solara. Interpretato da Adriano Tammaro (bambino, ricorrente stagione 1), Alessio Gallo (stagioni 1-3) e da Edoardo Pesce (stagione 4).
- Marcello Solara. Primogenito di Silvio e Manuela. Da giovane è innamorato di Lila; finirà per sposare Elisa Greco. Interpretato da Pietro Vuolo (stagione 1), da Elvis Esposito (stagioni 1-3) e da Lino Musella (stagione 4).

### Famiglia Cerullo
- Fernando Cerullo. Padre di Lila e Rino, è un quarantacinquenne ignorante e propenso ad alzare le mani sui figli. Calzolaio del rione, è lui a portare avanti la famiglia con il suo lavoro, ma solo grazie a Lila e alla sua curiosità riuscirà a fare un balzo in avanti, trasformando la sua calzoleria in un vero e proprio calzaturificio. Interpretato da Antonio Buonanno.
- Nunzia Cerullo. Donna mite e succube del marito Fernando. Interpretata da Valentina Acca.
- Rino Cerullo. Fratello maggiore di Lila, è vivace e gran lavoratore. Si scontra spesso con il padre ma è più bravo di lui, e protegge la sorella sebbene si mostri alterato anche con lei a causa del suo carattere impulsivo. Interpretato da Tommaso Rusciano (bambino, ricorrente stagione 1), Gennaro De Stefano (stagione 1-3) e Salvatore Striano (stagione 4).

### Famiglia Carracci
- Don Achille Carracci. Uomo grosso e spaventoso arricchitosi grazie alla borsa nera, è temuto da tutti, tranne dai Solara. Viene ucciso nel primo romanzo. Interpretato da Antonio Pennarella
- Maria Carracci. Moglie di Don Achille. Interpretata da Sarah Falanga.
- Stefano Carracci. Il maggiore dei figli di Don Achille, è un ragazzo testardo e con un forte spirito imprenditoriale, gestisce la salumeria di famiglia. Interpretato da Kristijan Di Giacomo (bambino, ricorrente stagione 1), da Giovanni Amura (stagioni 1-3) e da Giorgio Pinto (stagione 4).
- Pinuccia Carracci. Secondogenita di Don Achille, è una ragazza leggera e un po' superficiale. Sposa Rino nel secondo romanzo. Interpretata da Federica Sollazzo (stagioni 1-3), da Giovanna Cappuccio (stagione 4) e da Giuliana Tramontano (bambina, ricorrente stagione 1).
- Alfonso Carracci. Terzogenito di Don Achille, è un compagno di classe di Elena e Lila, buono e intelligente. Interpretato da Valerio Laviano Saggese (stagione 1), da Fabrizio Cottone (stagione 1-3) e da Renato De Simone (stagione 4).
- Gennaro Carracci. Figlio di Lila e Stefano, battezzato "Gennaro" in onore dello zio e chiamato affettuosamente "Gennarino" dalla madre e dai suoi cari. Interpretato da Salvatore Tortora (stagione 3), Daniel Campagna (ospite stagione 2), Giuseppe Cortese (bambino — ricorrente stagione 3; ospite stagione 2), da Francesco Ferrante (adolescente — ricorrente stagione 4), da Alessio Galati (ragazzo — ricorrente stagione 4).

### Famiglia Sarratore
- Giovanni "Nino" Sarratore. Figlio maggiore di Donato e principale interesse di Elena, è un ragazzo silenzioso e dall'aria cupa che fatica ad avere un buon rapporto con i genitori, specialmente con il padre. È il grande amore giovanile di Elena. Nel secondo romanzo ha un'intensa storia d'amore con Lila. Interpretato da Alessandro Nardi (bambino, ospite stagione 1), Francesco Serpico (ricorrente stagione 1, stagioni 2-3) e da Fabrizio Gifuni (stagione 4).
- Donato Sarratore. Uomo eccentrico che lavora nelle ferrovie e nel tempo libero scrive poesie. La sua eccentricità gli fa avere grande successo con le donne, cosa che lo spinge a trasferirsi insieme alla famiglia. Interpretato da Emanuele Valenti.
- Lidia Sarratore. Moglie di Donato, stravede per il marito. Interpretata da Fabrizia Sacchi
- Marisa Sarratore. Figlia di mezzo di Donato, una ragazzina simpatica coetanea di Elena con cui condividerà una vacanza estiva a Ischia. Stravede per il padre. (stagioni 1-2, ospite stagione 4), interpretata da Cristina Magnotti (stagione 1), da Miriam D'Angelo (stagioni 1-2) e da Emanuela Caruso (stagione 4).
- Pino Sarratore. Figlio minore di Donato e Lidia. Interpretato da Michele Di Costanzo (stagione 1), da Catello Buonomo (stagioni 1-2) e da Renato Bisogni (stagione 4).
- Clelia Sarratore. Figlia minore di Donato e Lidia. Interpretata da Federica Guarino (stagione 1) e da Federica Barbuto (stagioni 1-2) e da Francesca Matrone (stagione 4).
- Ciro Sarratore. Figlio minore di Donato e Lidia. Interpretato da Gioele Maddi (stagione 1), Mattia Iapigio (stagioni 1-2) e da Adriano Schisano (stagione 4)
- Immacolata Sarratore. Figlia di Elena e Nino. Interpretata da Aurora Grimaldi, Tyara Cascone e Gaia Cuomo (preadolescente) (stagione 4).
- Mirko Sarratore. Figlio di Nino e Silvia. Interpretato da Matthias Strepponi (stagione 3) e Aldo Boschetto (stagione 4).

### Famiglia Airota
- Guido Airota. Padre di Pietro, suocero di Elena. Interpretato da Gabriele Vacis.
- Adele Airota. La moglie di Guido Airota. Collabora con la casa editrice milanese che pubblica il romanzo di Elena. Interpretata da Daria Deflorian.
- Pietro Airota. Studente alla Normale dove conosce (e si fidanza con) Elena. Con lei ha due bambine, Dede ed Elsa. Interpretato da Matteo Cecchi (stagioni 2-3) e da Pier Giorgio Bellocchio (stagione 4).
- Maria Rosa Airota. Figlia di Guido e Adele. Femminista convinta, è molto legata e devota alla sua famiglia, soprattutto a sua madre. Darà una mano a Elena nel momento del bisogno. Interpretata da Giulia Mazzarino (ricorrente stagione 2, stagione 3) e da Sonia Bergamasco (stagione 4)
- Adele "Dede" Airota. Primogenita di Elena e Pietro Airota, nasce nel 1970[senza fonte] e porta il nome della nonna paterna. Interpretata da Sofia Luchetti (piccola, stagione 3), Vittoria Cozza (bambina, stagione 4) e da Ludovica Rita Di Meglio (adolescente, stagione 4).
- Elsa Airota. È la secondogenita di Elena e Pietro, sorella minore di Dede. Interpretata da Sophia Protino (stagione 3), Fatima Credendino (stagione 4), Adriana Trotta (preadolescente, stagione 4), Aria e Luce Milighetti (bambina piccola, guest stagione 3), Dominique Donnarumma (adolescente, guest stagione 4).

### Famiglia Cappuccio
- Melina Cappuccio. Una donna che ha da poco perso il marito e che si innamora di Donato Sarratore. Quando lui decide di cambiare vita proprio a causa del suo sentimento, la donna sembra impazzire. Nel rione le danno della pazza: urla il nome del suo amore perduto e trascura i suoi figli. Interpretata da Pina Di Gennaro.
- Ada Cappuccio. Figlia maggiore di Melina, aiuta la madre come può, crescendo decisamente troppo in fretta. Da adolescente viene molestata dai fratelli Solara, anche se si mostra consenziente. Nel secondo romanzo lavora con Lila nella salumeria di Stefano Carracci. Nel terzo romanzo convive con Stefano, da cui ha avuto un figlio. Nel quarta romanzo lavora come segretaria nell'azienda informatica di Lila ed Enzo. Interpretata da Ulrike Migliaresi (stagioni 1-3), Fabiana Fazio (stagione 4) e Lucia Manfuso (bambina, ricorrente stagione 1).
- Antonio Cappuccio. Figlio minore di Melina, meccanico. È un ragazzo sensibile ma impulsivo e dalla mente fragile: ha in parte ereditato la tendenza della madre alla schizofrenia, il che gli causa attacchi d'ira e tremori alle mani. Da adolescente trova un lavoro presso l'officina del Rione. Interpretato da Domenico Cuomo (bambino, ricorrente stagione 1), da Christian Giroso (stagioni 2-3) e da Massimiliano Rossi (stagione 4).

### Famiglia Peluso
- Alfredo Peluso. Carpentiere, viene accusato di essere l'assassino di Don Achille e, benché gridi a gran voce la propria innocenza, viene rinchiuso in carcere. Interpretato da Gennaro Canonico.
- Giuseppina Peluso. Moglie di Alfredo. Interpretata da Lia Zinno.
- Pasquale Peluso. Primogenito di Alfredo e Giuseppina, si interessa di giustizia sociale. Da adulto diventa un terrorista rosso e si dà alla latitanza. Interpretato da Francesco Catena (bambino, ricorrente stagione 1) e da Eduardo Scarpetta (ricorrente stagione 1, stagioni 2-3, ospite stagione 4).
- Carmela "Carmen" Peluso. Figlia di Alfredo, si appassiona presto ai fotoromanzi e alle storie d'amore. Interpretata da Francesca Bellamoli (stagione 1), da Francesca Pezzella (stagioni 1-3) e da Lucia D'Ambra (stagione 4).

### Famiglia Galiani
- Professoressa Galiani. Professoressa al liceo, madre di Nadia, una delle varie fidanzate di Nino Sarratore. Interpretata da Anna Redi (ricorrente stagione 1) e da Clotilde Sabatino (stagione 2).
- Armando Galiani. Studente di Medicina, figlio della professoressa Galiani. Interpretato da Giovanni Cannata.
- Nadia Galiani. Figlia della professoressa Galiani, diventerà una terrorista di sinistra insieme a Pasquale Peluso. Interpretata da Giorgia Gargano.

### Famiglia Scanno
- Enzo Scanno. Figlio di Nicola e Assunta, anch'egli fruttivendolo. Da sempre segretamente innamorato di Lila, corona il suo sogno andando a vivere con lei e avendo una figlia, Tina. Interpretato anche da Vincenzo Vaccaro (bambino, ricorrente stagione 1), da Giovanni Buselli (ricorrente stagione 1, stagioni 2-3) e da Pio Stellaccio (stagione 4).
- Nicola Scanno. Fruttivendolo, padre di Enzo. Interpretato da Ciro Pugliese.
- Assunta Scanno. Moglie di Nicola, madre di Enzo, interpretata da Marina Cioppa.
- Nunzia "Tina" Scanno. Figlia di Lila ed Enzo. Interpretata da Maria Vittoria Miorin.

### Famiglia Spagnuolo
- Signor Spagnuolo. Pasticciere del Bar Solara. Interpretato da Mimmo Ruggiero.
- Rosa Spagnuolo. Moglie del pasticciere, interpretata da Patrizia Di Martino.
- Gigliola Spagnuolo. Figlia del pasticcere del rione, è una ragazzina maliziosa e capace di grandi cattiverie. Sposa Michele Solara. Interpretata da Alice D'Antonio (stagione 1), da Rosaria Langellotto (stagione 1-4) e da Demi Licata (stagione 4).

## Altri personaggi
- Maestra Oliviero. Insegnante di Elena e Lila alle elementari, è una donna forte, coraggiosa e volitiva. Intravede sin da subito le potenzialità delle sue alunne, scoprendo che Lila sa già leggere e scrivere in prima elementare. Le spinge a migliorarsi sempre, ma il suo intento riuscirà solo con Elena, che continuerà gli studi, mentre con Lila il rapporto si interromperà alla fine del primo romanzo, quando lei sta per sposare Stefano Carracci. Muore di malattia alla fine del secondo romanzo. Interpretata da Dora Romano.
- Nella Incardo, interpretata da Nunzia Schiano (stagioni 1-2). Cugina della maestra Oliviero. Abita a Ischia e ospita Elena e i Sarratore a casa sua per l'estate.
- Bruno Soccavo. Proprietario di un salumificio e datore di lavoro di Lila dopo la sua separazione da Stefano. Interpretato da Francesco Russo.
- Franco Mari. Studente e fidanzato di Elena durante i primi anni di università. Interpretato da Bruno Orlando (stagioni 2-3) e da Stefano Dionisi (stagione 4).
- Jolanda. La cartolaia del rione. Interpretata da Valentina Arena.
- Maestro Ferraro. Maestro della scuola elementare del rione e bibliotecario. Interpretato da Vittorio Viviani.
- Gino. Figlio del farmacista e primo fidanzatino di Elena. Viene ucciso da Pasquale. Interpretato da Riccardo Palmieri.
- Professor Gerace. Professore del ginnasio. Interpretato da Sergio Basile.
- Eleonora. Moglie di Nino Sarratore. Interpretata da Chiara Celotto (stagione 3) e Valeria Bello (stagione 4).
- Alfonso. Amico di Vittorio Greco. Interpretato da Antonio Maglione.
- Silvia. Una studentessa, ex di Nino, conosciuta a Milano da Elena. Interpretata da Maria Vittoria Dallasta (stagione 3) e da Alice Piano (stagione 4).
- Doriana. Compagna di Pietro dopo la separazione da Elena. Interpretata da Adalgisa Manfrida.
- Roberto. Marito di Carmela, benzinaio. Interpretato da Luigi Credendino.
- Mina. Vicina di casa di Elena in via Petrarca. Interpretata da Marina Vitolo.
- Rossella. Ginecologa di Lenù e Lila, amante di Nino. Interpretata da Dalal Suleiman.